# USS Monitor

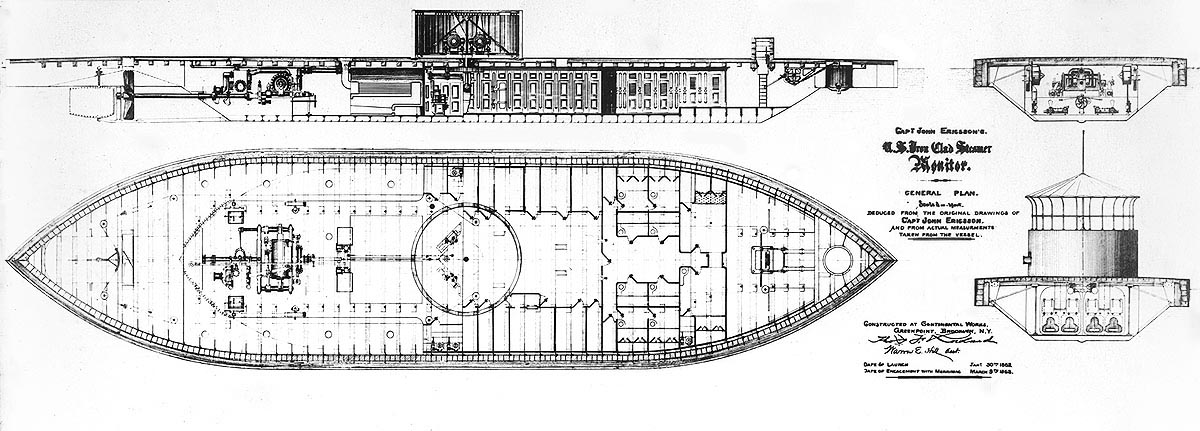
Tekening USS Monitor

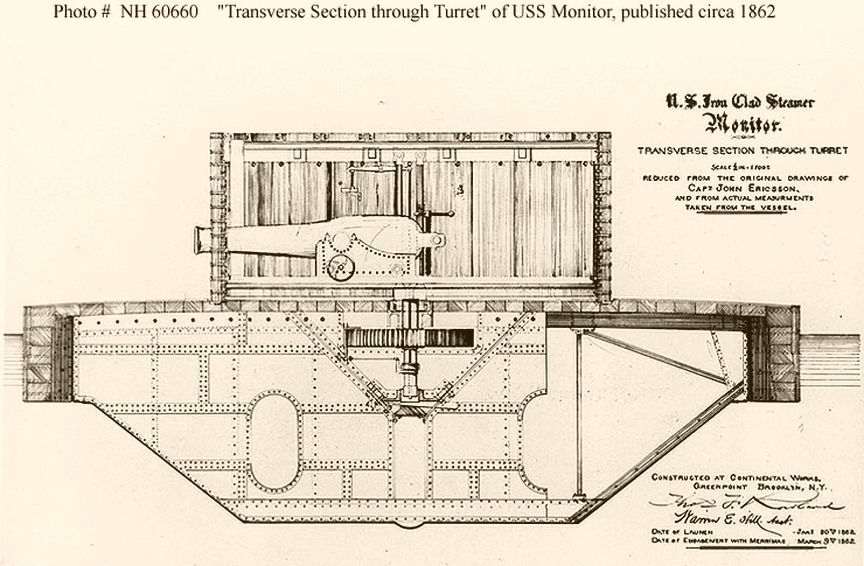
Detail geschuttoren

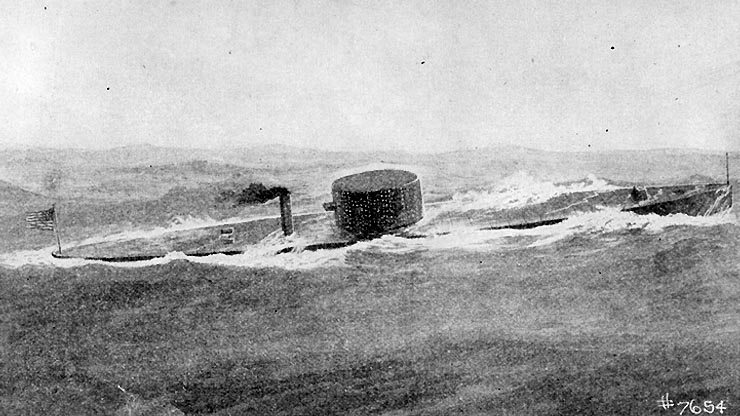
De USS Monitor op zee

De USS Monitor was een Amerikaans pantserschip. Op 9 maart 1862, toen de bemanning van de USS Monitor het schip ronddraaide en op de CSS Virginia vuurde in Hampton Roads, werd een nieuw tijdperk ingeluid, een tijdperk van pantserschepen. Op 31 december 1862, toen het schip voor de kust van North Carolina voer, stak er een storm op. Het schip was niet gebouwd om in zulke omstandigheden te varen en zonk, waarbij het 16 bemanningsleden meenam naar de bodem.

## Het ontwerp
Op 3 augustus 1861 plaatste de nieuw gevormde afdeling pantserschepen van de United States Navy een advertentie om ontwerpers te zoeken voor het bouwen van gepantserde oorlogsschepen. Later die maand reageerde John Ericsson op de advertentie. In zijn brief aan president Abraham Lincoln zei hij dat hij een pantserschip zou ontwerpen dat de nieuwe pantserschepen van de Confederatie zou kunnen verslaan.
Ericsson had al vroeger schepen ontworpen voor de marine. In 1843 bouwde Ericsson de USS Princeton. Toen de Princeton een eresaluut gaf explodeerde per ongeluk een kanon. De Amerikaanse ministers van Buitenlandse Zaken en de minister van de Marine raakten dodelijk gewond, evenals andere belangrijke personen en omstanders. Dit liet een slechte indruk na van Ericsson en zijn ideeën.
Ericsson toonde zijn plan aan kapitein Cornelius Scranton Bushnell. Bushnell was enthousiast over Ericssons ideeën met betrekking tot het bouwen van een oorlogsschip. Bushnell had relaties met de top van de marine en wist hen warm te maken voor de plannen van Ericsson. Hij kreeg hen zover dat ze $275.000 vrijmaakten voor het bekostigen van het verwezenlijken van het ontwerp. Ericsson beloofde hun in ruil daarvoor dat ze compleet zouden kunnen vertrouwen op de streefdatum die ze gesteld hadden. Uiteindelijk accepteerde de top van de marine het voorstel.

## De bouw
John Ericsson ging naar Greenpoint (Brooklyn), New York om te beginnen met de bouw van het gepantserde oorlogsschip. Het schip moest 52 meter lang worden. Er zouden twee 15-inch kanonnen geplaatst worden in een draaikoepel, die van een compleet nieuw ontwerp was. Een opmerkelijk werkstuk dat 360 graden kon draaien en dankzij de twee kanonnen snel kon vuren. De koepel kon men laten zakken en terug omhoog halen. Alleen dat al zou genoeg zijn om de marine van de Confederatie kunnen vernietigen. De 15-inch kanonnen waren niet op tijd gereed en het schip kreeg twee stukken met een kaliber van 11 inch.
Het bemanningsgedeelte van het schip was gebouwd met eiken planken terwijl de buitenkant beschermd werd door ijzeren platen. Deze platen (2 platen elk) waren een halve duim dik. Het dek van het schip was ook beschermd door ijzeren platen. De kwetsbare delen van het schip hadden 5 duim ijzeren bepantsering. Het ontwerp en uiterlijk van het schip waren compleet nieuw. Ze leek op een duikboot, maar had de capaciteit van een schip.
Het schip werd gebouwd in de buurt van de Newtown Creek in Greenpoint (Brooklyn).

## De tewaterlating
Drie weken na de oorspronkelijke streefdatum, op 20 januari 1862, was het schip eindelijk klaar. Ericsson noemde het schip de USS Monitor en het vaartuig werd op 30 januari 1862 onder het toeziend oog van hoge officieren van de marine in de East River te water gelaten.

## De bemanning
Officieren:
- John Lorimer Worden, kapitein-ter-zee
- Thomas Oliver Junior Selfridge, luitenant
- William Nicholson Jeffers, luitenant commandeur
- Thomas Holdup Stevens, commandeur
- John Pyne Bankhead, commandeur

## De actie
Op 25 februari 1862 werd de USS Monitor overgedragen aan het departement Ironclad van de United States Navy en werd het direct naar Hampton, Virginia gestuurd. Op 6 maart 1862 escorteerde ze de kruisers USS Carrittuck en USS Sachem en de sleper Seth Low naar Hampton Roads. Op 9 maart 1862 veranderde de USS Monitor de Amerikaanse geschiedenis voor altijd. De USS Monitor voer voor de monding van de James River. De CSS Virginia viel net de USS Minnesota aan, een van de blokkadeschepen, toen de USS Monitor verscheen. De CSS Virginia had enkele dagen daarvoor twee schepen van de Unie, de USS Congress en de USS Cumberland, tot zinken gebracht. De Monitor voer tussen de Minnesota en de Virginia in om de Minnesota te beschermen. De Virginia, die de vorige dag de Minnesota zwaar beschadigd had, wilde vandaag de klus afmaken, maar de Monitor belette dat.
De Monitor was een vreemde verschijning want het meeste van het schip zat onder water. Het beste is het nog te beschrijven als een kaasstolp op een vlot. Ze had geen zeilen, geen zichtbare kanonnen en geen schoorsteen. Maar toen de draaikoepel van de Monitor naar de Virginia draaide en vuurde, was iedereen verbaasd, zelfs de schepen van de Unie.
De aanval van de Monitor was zeer welkom voor de Unie. Dit historische gevecht werd later bekend als het Gevecht om Hampton Roads. Ze bevocht de Virginia en begon het eerste gevecht tussen twee pantserschepen. Drie en een half uur vochten de twee pantserschepen tegen elkaar. Vergeleken met de zware Virginia was de Monitor licht en snel. Elke keer dat de Virginia dacht in de loop van de kanonnen te kunnen schieten, draaide de koepel en liet een wal van staal zien. De kleinere en snellere Monitor kon gemakkelijk de schoten van de Virginia ontwijken, maar kon evengoed geen grote beschadiging toebrengen aan de Virginia. Uiteindelijk gaf de Virginia op en keerde terug naar de James River, de Monitor en de rest van de vloot van de Unie achterlatend.

## Het zinken
De kleine Monitor was niet bedoeld voor de Atlantische Oceaan. Het kleine rivierstoombootje kwam in de nacht van 30 op 31 december 1862 in een orkaan terecht voor de kust van North Carolina, waar het niet tegen bestand was. Het schip zonk en nam 16 van haar bemanningsleden mee. De overigen, die nog snel genoeg in de reddingssloepen konden klimmen, werden gered door de USS Rhode Island.

## Herontdekt
Het schip werd in 1973 teruggevonden op 26 zeemijl ten zuidoosten van Kaap Hatteras. In 1986 kreeg het wrak bescherming als National Historic Landmark. In 1998 werd de schroef en in 2001 de 30 ton zware stoommachine naar boven gehaald. In 2003 volgde de geschuttoren. Veel van de onderdelen van het schip zijn tentoongesteld in de Monitor afdeling van het Mariners' Museum in Newport News, Virginia.